# Olej z orzeszków makadamii

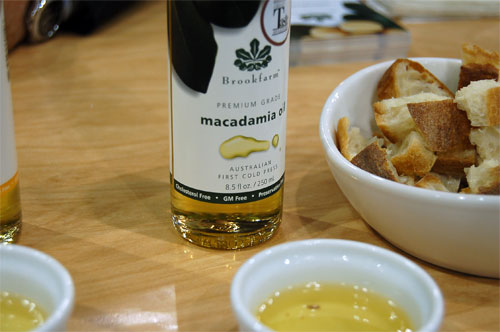
Olej z orzeszków makadamii

Olej z orzeszków makadamii – jasnożółty olej otrzymywany z tłoczenia orzechów makadamii (Macadamia integrifolia).
| Pochodzenie:                     | Australia, Nowa Zelandia |
| Skład:                           | zawiera 57% kwasu oleinowego, 25% kwasu palmitooleinowego, 15% nasyconych kwasow tłuszczowych, bogaty w witaminy: A, B, E oraz składniki mineralne |
| Kategoria:                       | olej nieschnący |
| Ważność:                         | po otworzeniu ok. 6-8 miesięcy |
| Odporność na wysoką temperaturę: | duża |
| Zastosowanie                     | Stosowany w przemyśle kosmetycznym jako czysty olejek do ciała lub do masażu, polecany przy suchej, łuszczącej się, wrażliwej skórze, stosowany przy łamliwych, kruchych włosach. Olej dobrze się wmasowuje, szybko wchłania, działa regenerująco, odżywczo, wygładzająco, poprawia wygląd skóry. Należy do drogich olejów, może być mieszany z innymi olejami roślinnymi. |